# Clinotaenia cedarensis
Clinotaenia cedarensis är en tvåvingeart som beskrevs av Munro 1933. Clinotaenia cedarensis ingår i släktet Clinotaenia och familjen borrflugor. Inga underarter finns listade i Catalogue of Life.